# Doodstraf in het Verenigd Koninkrijk

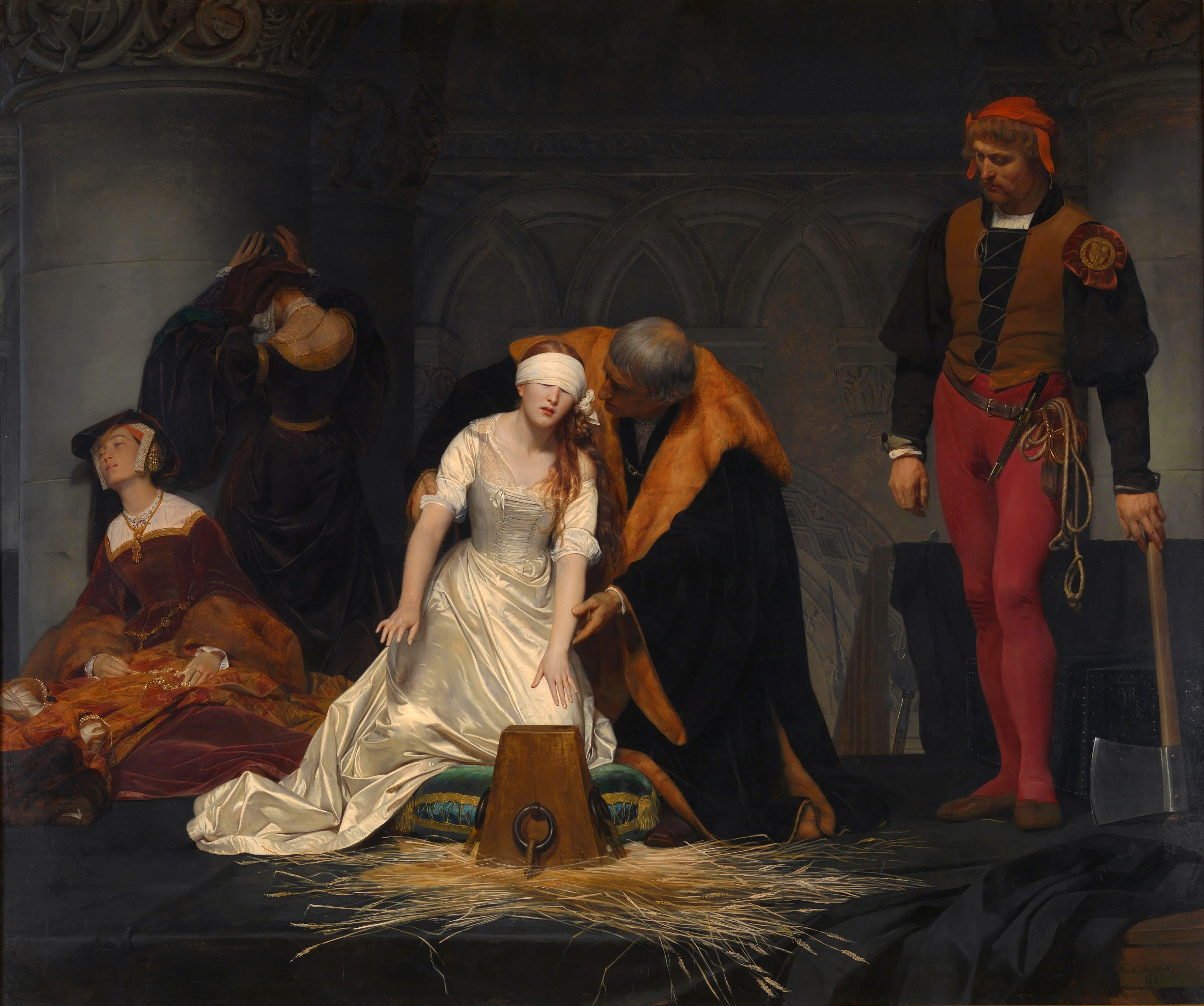
Onthoofding van Jane Grey

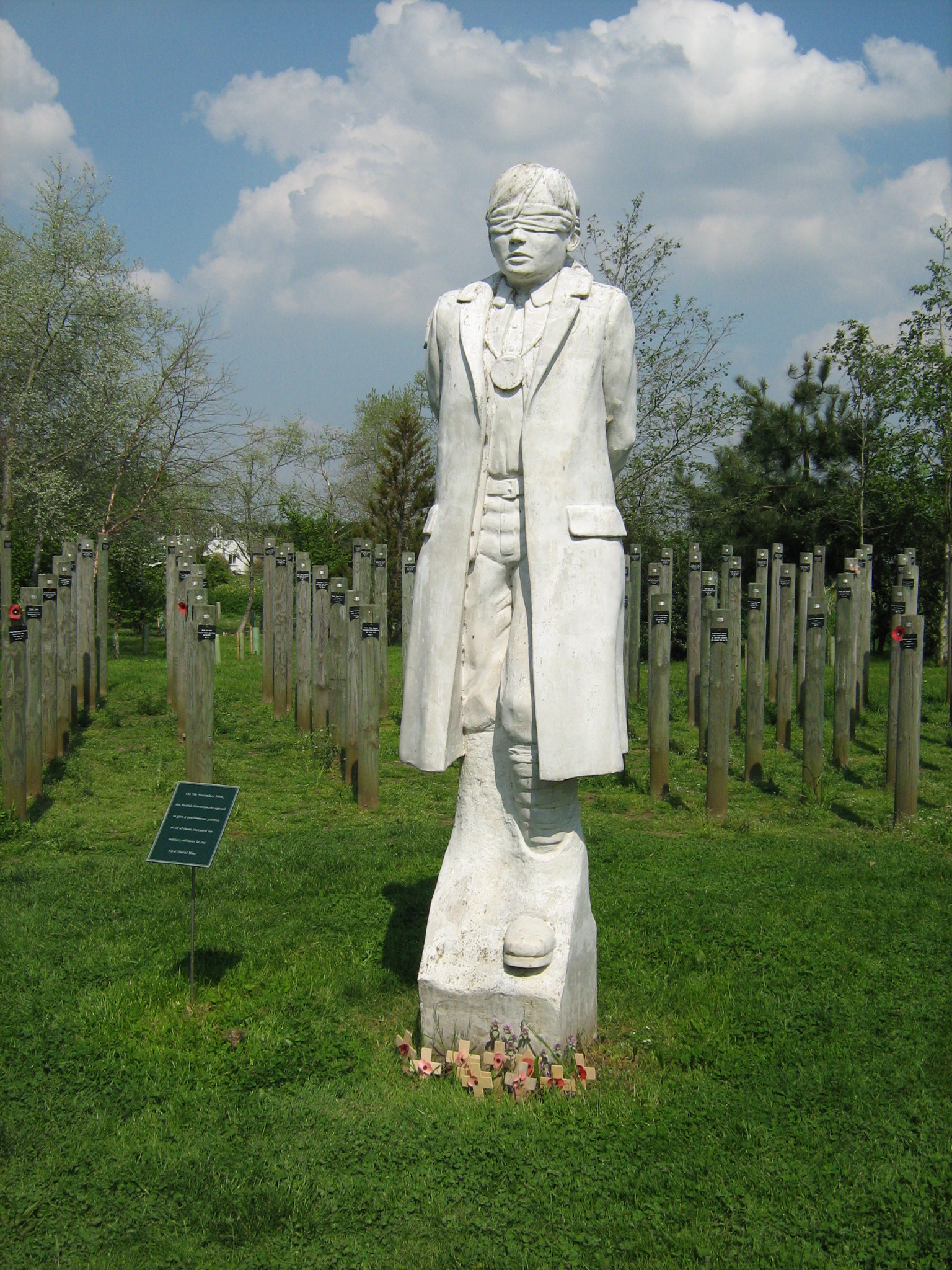
Monument voor gefusilleerden

De doodstraf werd in het Verenigd Koninkrijk voor het laatst in 1964 uitgevoerd, en wel door ophanging; in 1965 werd via een initiatief wetsontwerp vanuit het Lagerhuis deze straf voor vijf jaar opgeschort, in 1969 werd die opschorting omgezet in een definitieve afschaffing. In 1955 werd de laatste vrouw opgehangen, Ruth Ellis, wat nationaal en internationaal opzien baarde. 
Na de Murder (Abolition of Death Penalty) Act 1965 bleef op nog vier misdrijven de doodstraf staan, hoewel hiervoor geen veroordeling werd uitgesproken. Het betrof hoogverraad (high treason), gewelddadige piraterij (piracy with violence), brandstichting in koninklijke havens (arson in royal dockyards) en bepaalde militaire misdrijven. De Criminal Damage Act 1971 trok The Dockyards, etc. Protection Act 1772 in, waarin eerder brandstichting in koninklijke havens strafbaar gesteld werd. De doodstraf op hoogverraad en gewelddadige piraterij werd op 1 augustus 1998 vervangen door levenslange gevangenisstraf met de inwerkingtreding van de Crime and Disorder Act 1998. De doodstraf op bepaalde militaire misdrijven, ten slotte, werd afgeschaft met de inwerkingtreding op 9 november 1998 van de Human Rights Act 1998. Op 1 februari 2004 trad voor het Verenigd Koninkrijk het Dertiende Protocol bij het Verdrag tot bescherming van de rechten van de mens en de fundamentele vrijheden, inzake de afschaffing van de doodstraf onder alle omstandigheden in werking. Zolang het partij is bij dat protocol, is het het Verenigd Koninkrijk niet toegestaan de doodstraf opnieuw in te voeren.
Margaret Thatcher heeft zich, toen zij premier was, nog weleens uitgesproken voor de doodstraf op moord met voorbedachten rade. Na een bijzonder sensationeel misdrijf, zoals moord op een politieagente, gaan er soms nog stemmen op voor herinvoering, maar een serieuze politieke campagne is er tot nu toe (2019) niet meer geweest.